# Latil

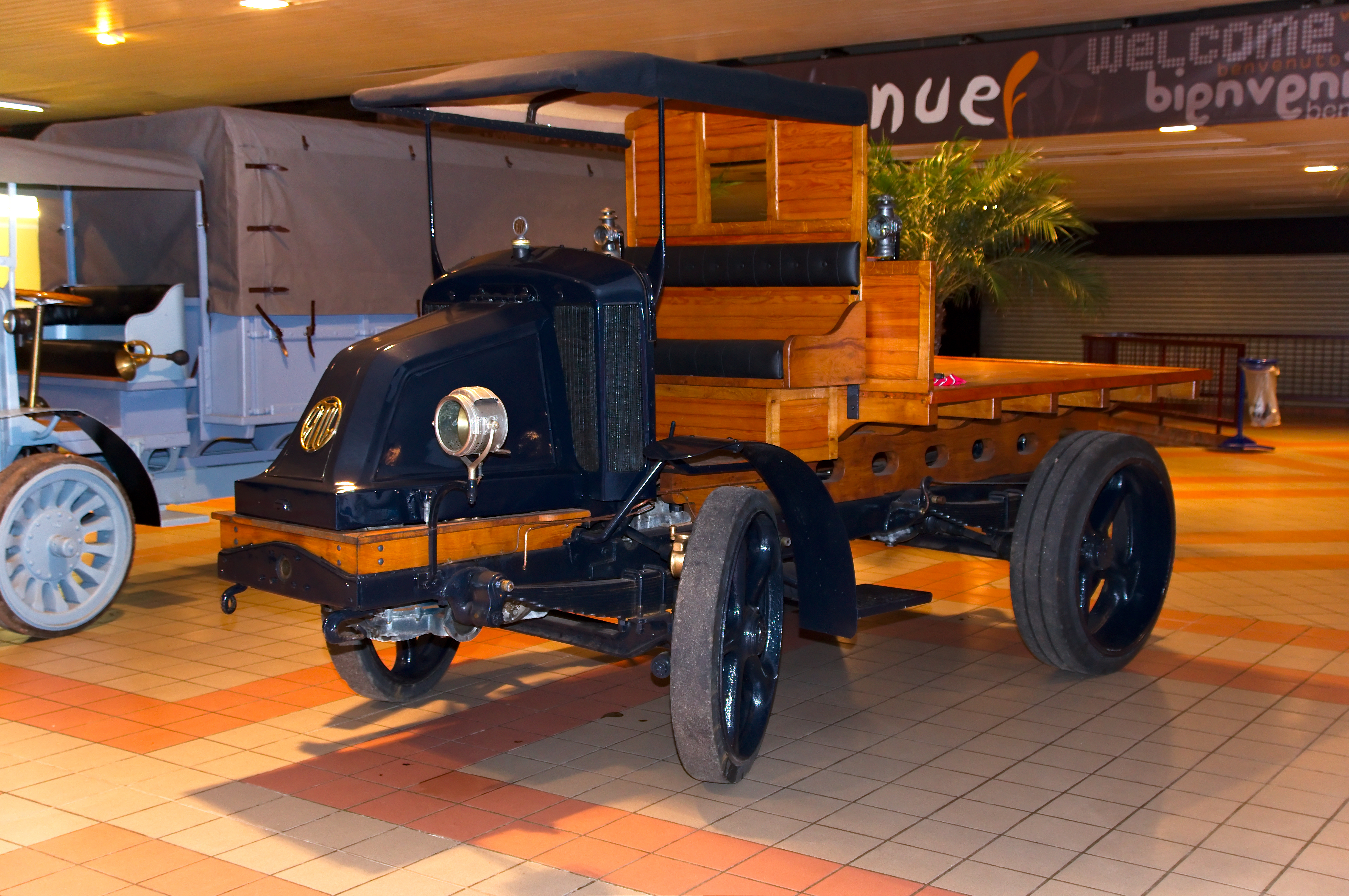
Ein früher Lastkraftwagen von Latil

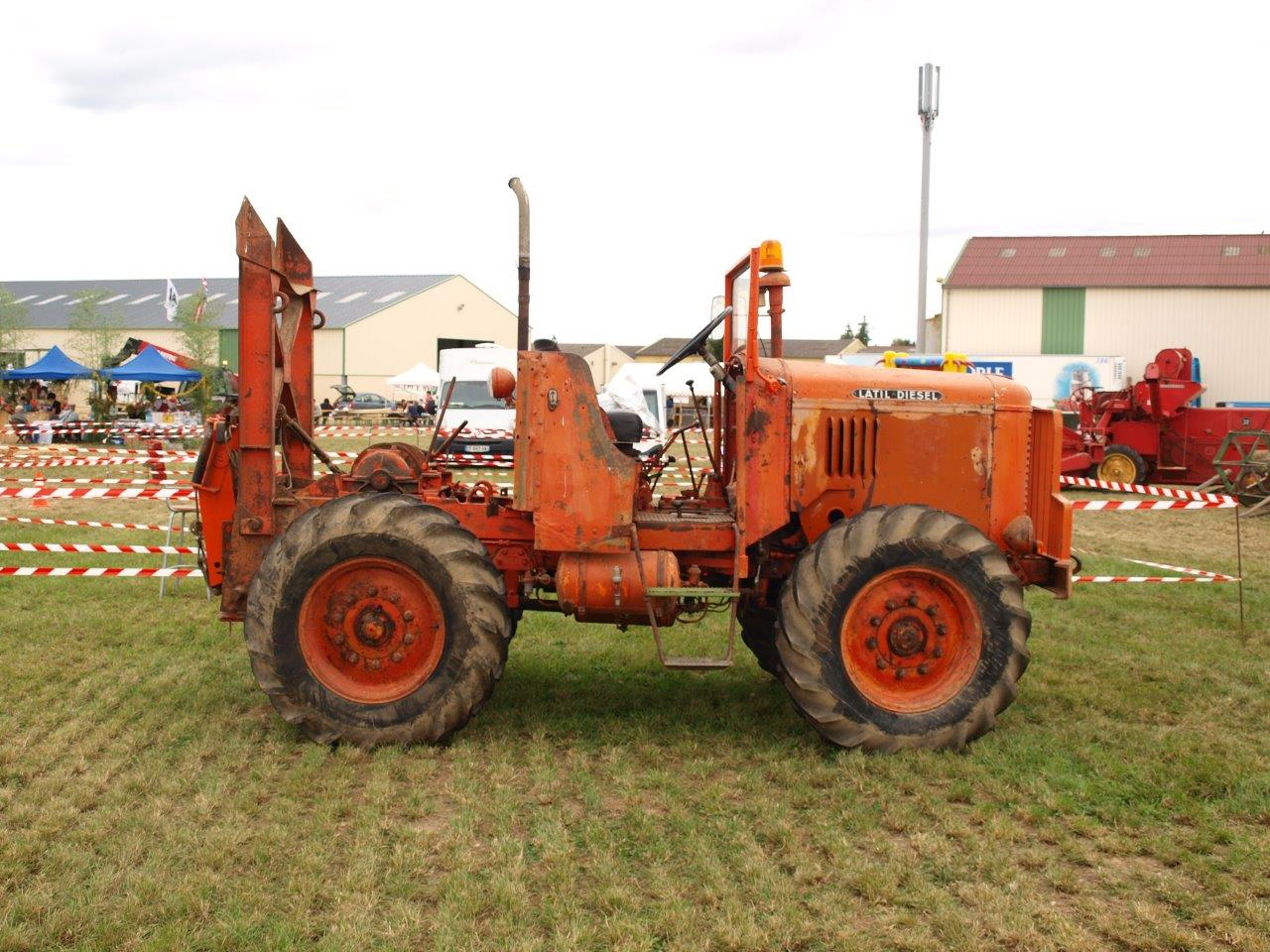
Latil-Zugmaschine des Typs TL 10

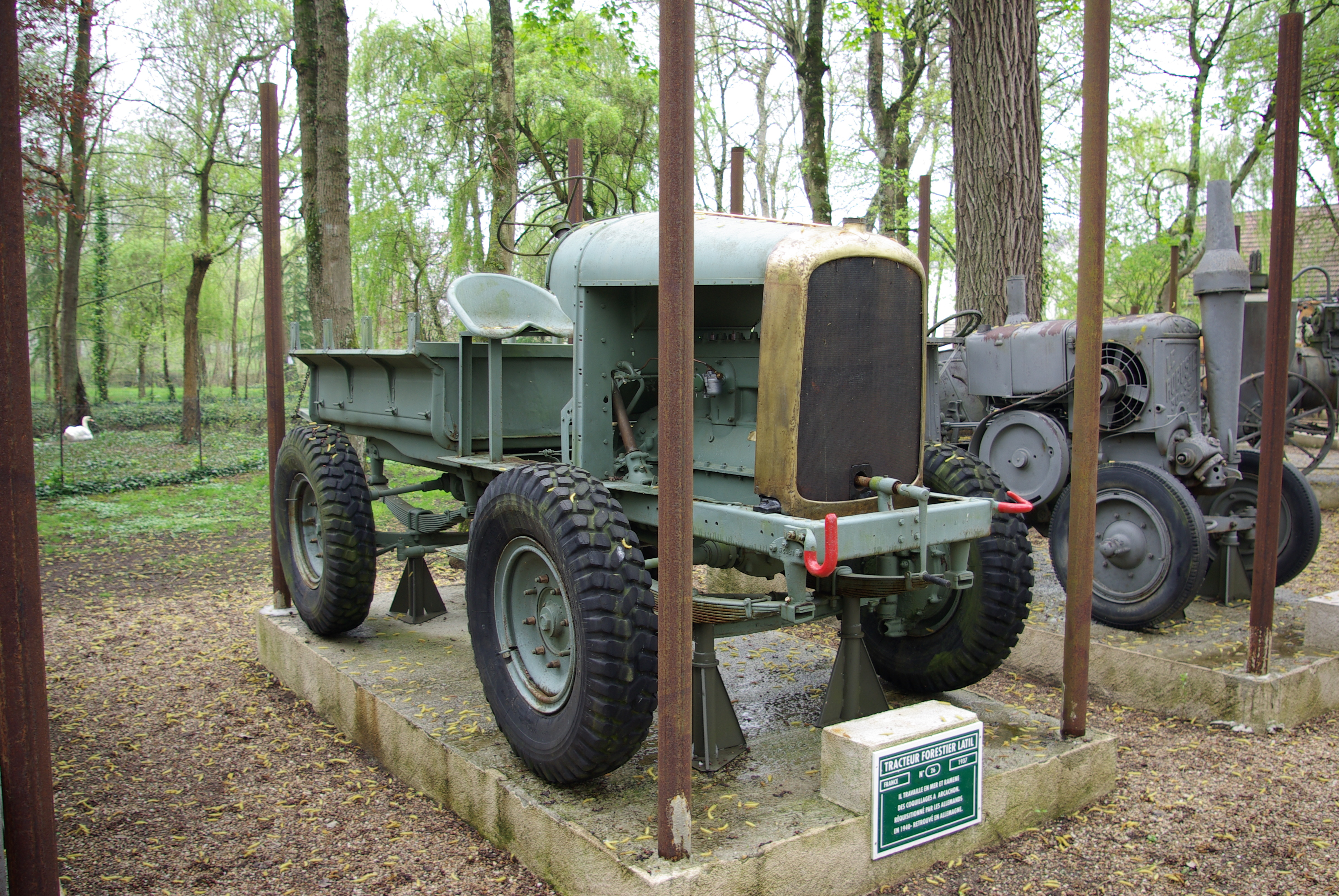
Latil-Traktor Forestier aus dem Jahr 1937 für den Einsatz in der Forstwirtschaft

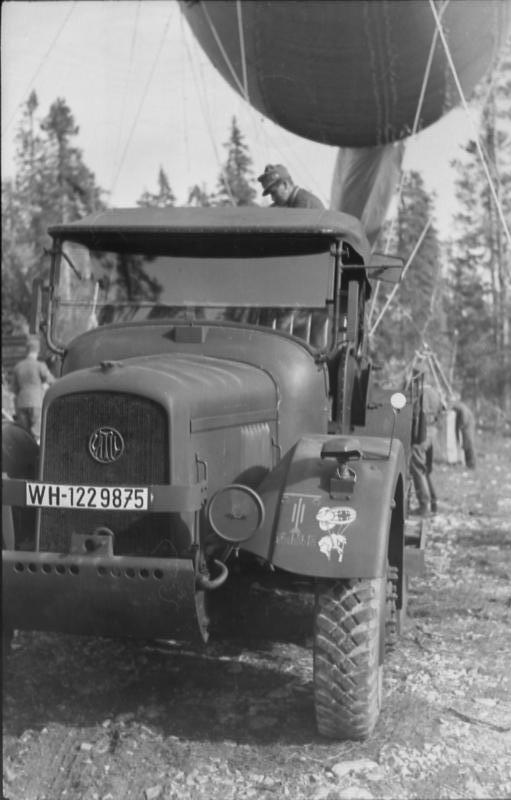
Latil-Lkw Typ M2 TL 6 (1935 bis 1940) der Wehrmacht beim Start eines Ballons im Zweiten Weltkrieg

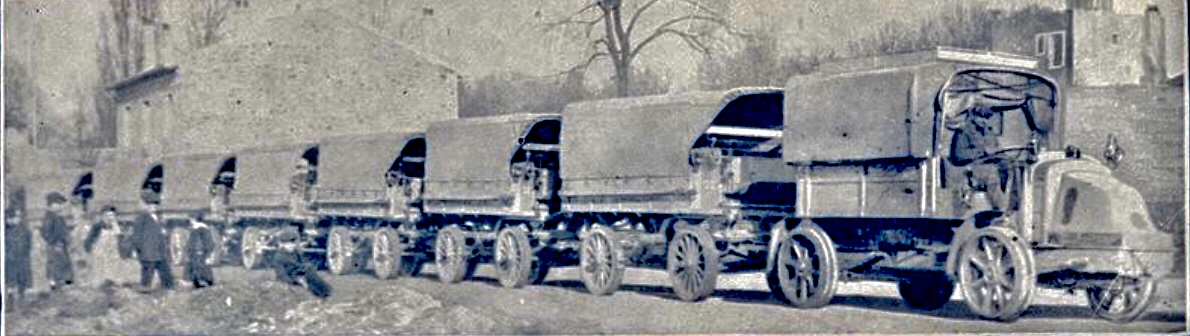
Latil LKW mit mehreren Anhängern um 1917

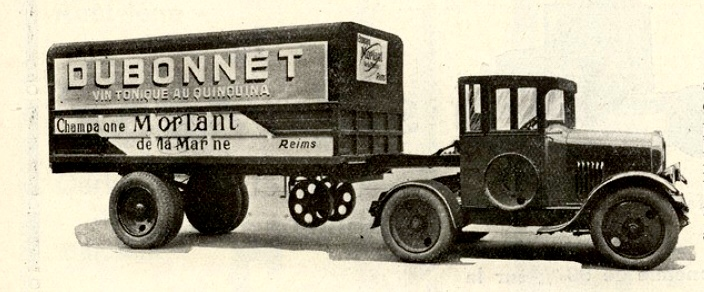
Latil Type B 21 um 1930

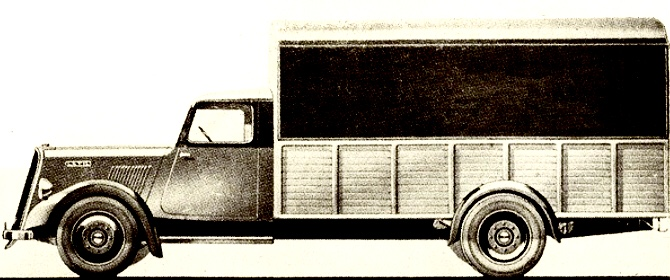
Latil M2B4 um 1935

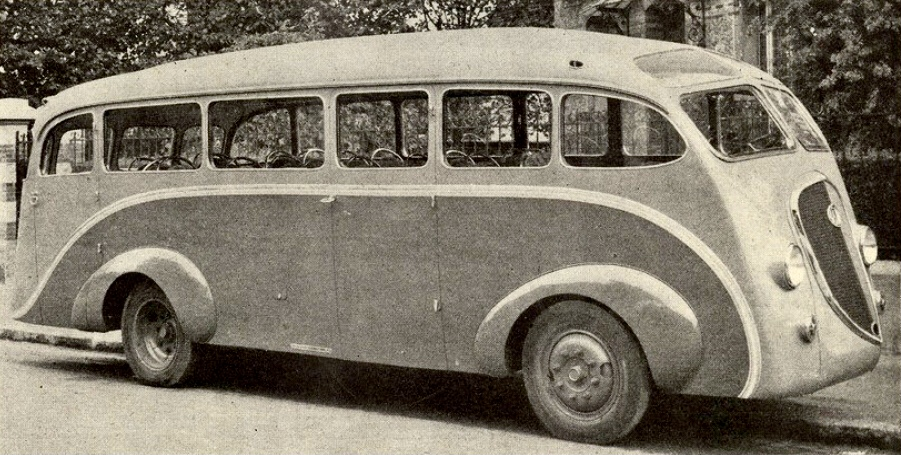
Latil M2AIB3 um 1936

Latil war ein französischer Nutzfahrzeughersteller von 1914 bis 1957.

## Vorgeschichte
Der Ingenieur Auguste Georges Latil (1878–1961) aus Marseille befasste sich seit 1898 mit dem Fahrzeugbau und war ein Pionier des Frontantriebs. 1897 hatte er eine Gelenkwelle („Cardan à rotules“) patentieren lassen, die zugleich den Antrieb und die Lenkung eines Rads ermöglichte. Im Jahr darauf gründete er mit einem Freund, dem Mechaniker Aloïs Korn, die Société Korn et Latil. Das Ziel war, kleine Pferdewagen zum motorisieren und damit zu Selbstfahrern umzubauen. Mit einem derart modifizierten Fahrzeug fuhr Latil noch vor der Jahrhundertwende ohne Pannen von Marseille nach Paris und zurück.
Am 4. Juni 1902 ließ Latil für 15 Jahre ein Getriebe patentieren, das sowohl Antrieb und Lenkung als auch Kupplung und Bremsen umfasste. Damit war der Umbau von Kutschen und Fuhrwerken in Automobile endgültig möglich geworden. In Levallois-Perret bei Paris gründete er mit seinem Bruder Lazare Latil das Unternehmen Avant-Train LATIL und brachte das erste Frontantriebssystem auf den Markt. Technisch wie auch kommerziell war dieses System zunächst ein Erfolg, dennoch drohte bald die Insolvenz. Im Juli 1905 riefen sie mit Charles Bernard Blum, geb. 1885 und vermögender Absolvent der École polytechnique, die Compagnie Française de Mécanique et d'Automobile Avant-Train Latil ins Leben. Mit einem Kapital von 1.200.000 Franc konnten die Werksanlagen daraufhin umfangreich erweitert werden. Produziert wurden weiterhin Frontantriebe für den Umbau von Pferdewagen, nun aber auch komplette Kraftfahrzeuge von bis zu 3 t Nutzlast.
Im Jahr 1911 entwarf und baute Georges Latil ein geländegängiges Fahrzeug mit Allradantrieb und vorn wie hinten lenkbaren Rädern. Darauf basierte der 1913 erschienene Latil TAR (Tracteur d’Artillerie Roulante), eine Zugmaschine, die die anstelle von Pferden ein schweres Geschütz ziehen konnte. Ein TAR hatte einen Vierzylindermotor mit 7238 cm³ Hubraum mit 120 mm Bohrung und 160 mm Hub. Er leistete 35 PS bei 1200/min. Die Zugmaschine konnte 20 t bewegen und hatte Reifen der Größe 1000 × 140 bzw. 1000 × 130. Das Getriebe hatte 5 Gänge. 1912 gründete Blum zwei eigenständige Unternehmen für die Vermarktung von Latil-Fahrzeugen bzw. den Bau eigener Fahrzeuge mit Latil-Technik.
1914 gab Latil das Werk in Levallois-Perret auf.

## Geschichte
1914 gründete er im südwestlichen Pariser Vorort Suresnes die Compagnie des Automobiles Industriels Latil. Die dortige Fabrik umfasste ein Gelände von rund 30.000 m², davon waren 20.000 m² überdacht. Einer der Hauptkunden war die Armee, die Allradfahrzeuge fanden aber auch in der Land- und Forstwirtschaft und in den Kolonien Abnehmer.
Ab 1914 baute Latil in Suresnes sein erstes selbst entwickeltes Kraftfahrzeug-Dreirad mit Frontantrieb. Die Firma spezialisierte sich auf den Bau von Zugmaschinen und Lastkraftwagen mit Vierrad- bzw. Allradantrieb und Allradlenkung. Als finanzieller Partner half ihm Charles Blum und für die innovative Entwicklung war Alois Korn zuständig, der das Avant-Train-System perfektionierte. Der kleinere Avant-Train hatte 16 PS aus einem Vierzylindermotor mit 3177 cm³ mit einer Bohrung von 85 mm und einem Hub von 140 mm. Der Stärkere hatte 24 PS aus einem Vierzylindermotor mit 4849 cm³ mit 105 mm Bohrung und 140 mm Hub. In der folgenden Zeit ab 1914 wurden viele allradgetriebene LKW für die französische Armee produziert. Ab 1933 verwendete Latil auch V8-Motoren, und es wurden seinerzeit Lieferwagen mit einem 11-CV-Vierzylindermotor gebaut. Die ersten Frontlenker mit 4–7 t (COE = Cab over engine / ohne Motorhaube) baute Latil 1935. Das Unternehmen produzierte auch Holzgasanlagen und Treibgasanlagen für alle Arten von Kraft- und Nutzfahrzeugen. Die Tochterfirma in Brüssel produzierte auch den Latil Typ Traulier mit 4 Zylindern, 3668 cm³ Hubraum und Allradantrieb. Der Latil TP ein LKW mit 7 bis 8 Tonnen Zuladung hatte einen Vierzylindermotor mit 4849 cm³ mit 105 mm Bohrung und 140 mm Hub wie im Avant-Train. Dieser Motor leistete nun aber 35 PS bei 1200/min. Die Höchstgeschwindigkeit in den einzelnen Gängen des Fünfganggetriebes waren wie folgt: 1. Gang 2,5 km/h, 2. Gang 4,2 km/h, 3. Gang 7,1 km/h, 4. Gang 12,8 km/h und im 5. Gang 20 km/h.
- 40 HP, 20 t, 7238 cm³ Hubraum, 120 mm Bohrung, 160 mm Hub, Vierganggetriebe
- 35 HP, 10 t, 4849 cm³ Hubraum, 105 mm Bohrung, 140 mm Hub, Vierganggetriebe
- 35 HP, 4 t, 4849 cm³ Hubraum, 105 mm Bohrung, 140 mm Hub
- 35 HP, Bus, 4849 cm³ Hubraum, 105 mm Bohrung, 140 mm Hub[5]

1924 stellte Latil den Traktor TL für die landwirtschaftliche Nutzung vor. Mit seiner seitlichen Riemenscheibe diente das Allradfahrzeug beispielsweise als Antrieb für Dreschmaschinen. Zusatzausrüstungen eröffneten weitere Einsatzmöglichkeiten – so erwarb die Brücken- und Straßenverwaltung Corps des ponts et chaussées im Laufe der Zeit zahlreiche TL als Schneeräumfahrzeuge.
Dank der beiderseits lenkbaren Räder konnte der TL in der Ausführung „Navette“ als Zweirichtungsfahrzeug eingesetzt werden, was beim Pflügen der Äcker das Wenden überflüssig machte. Dieser Traktor wies senkrecht stehende Lenkräder, Pedale und Sitze für beide Fahrtrichtungen auf, dazu ein umschaltbares Achtganggetriebe, das Geschwindigkeiten von 2 bis 45 km/h ermöglichte. Damit war er auch als Zugmaschine für das Rangieren von Eisenbahn-Güterwagen in Häfen und Betrieben geeignet und kam auch als Zweiwegefahrzeug oder reines Schienenfahrzeug zum Einsatz; sogar die SNCF erwarb einige TL Navette. Angetrieben wurde er von einem Vier-Zylinder-Motor des Typs Latil H14 mit einer Leistung von 80 PS.
Ursprünglich nicht für diese Verwendung konzipiert, wurden Latil-Zugmaschinen ab den frühen 1930er Jahren auch zum Treideln von Binnenschiffen eingesetzt. Die „Tracteurs Latil“ hatten einen Allradantrieb und konnten, da alle vier Räder lenkbar waren, auf einem 3,6 m breiten Weg wenden. Neben Fahrzeugen mit Dieselantrieb baut Latil auch Treidel-Zugmaschinen mit Elektromotoren, die den Strom aus Oberleitungen bezogen.
Im Jahr 1939 übernimmt Charles Blum von Georges Latil die Führung des Unternehmens.
Zu dieser Zeit werden zum zweiten Mal in der Unternehmensgeschichte in großem Umfang Fahrzeuge für die französische Armee produziert. Die Jahre 1939 und 1940 sind geprägt von der Fertigung von Geländefahrzeugen und Artillerieschleppern. Nach der deutschen Besetzung Frankreichs baute Latil Traktoren für MAN und entwickelt auch einen Schlepper im Auftrag des deutschen Heeresamtes, den F.T.A.R.H. der jedoch nicht in Serienfertigung geht.
Latil-Zugmaschinen wurden zeitweise in England von Shelvoke & Drewry in Lizenz unter der Marke Trauliers nachgebaut.
Nach dem Krieg erneuerte Latil sein umfangreiches LKW-Programm, wobei die 6x6-Kraftfahrzeuge immer innovativ waren. Im Herbst 1955 entstand Saviem aus der Fusion von Latil mit der Nutzfahrzeug-Abteilung von Renault, der SOMUA und der Floirat unter Führung von Renault.
1963 gründeten Saviem und die Société des forges et ateliers du Creusot (SFAC) das Unternehmen Latil-Batignolles, das die Marke Latil wieder einführte und in Nantes Zugmaschinen baute. Am 5. September 1974 wurde die Zugmaschinenproduktion an Brimont abgegeben und 1993 eingestellt.